# Andreas Becker
Andreas Becker, född den 8 mars 1970 i Mülheim an der Ruhr, Tyskland, är en tysk landhockeyspelare.
Han tog OS-guld i herrarnas landhockeyturnering i samband med de olympiska landhockeytävlingarna 1992 i Barcelona.